# بيتر هانسون (لاعب هوكي الجليد)
بيتر هانسون (بالسويدية: Petter Hansson)‏ هو لاعب هوكي الجليد سويدي، ولد في 16 مايو 1996 في Gislaved ‏ في السويد.

## وصلات خارجية
- بيتر هانسون على موقع دوري الهوكي الوطني (الإنجليزية)
- بيتر هانسون على موقع EliteProspects.com (الإنجليزية)
- بيتر هانسون على موقع Eurohockey.com (الإنجليزية)
- بيتر هانسون على موقع HockeyDB.com (الإنجليزية)